# Četereže
Četereže (cyr. Четереже) – wieś w Serbii, w okręgu braniczewskim, w gminie Žabari. W 2011 roku liczyła 571 mieszkańców.